# Marijan Jurca
Marijan Jurca, slovenski zdravnik maksilofacialni kirurg in univerzitetni profesor, * 16. avgust 1925, Ljubljana, † 6. marec 2017, Ljubljana.

## Življenjepis
Jurca je leta 1952 diplomiral na Medicinski fakulteti v Ljubljani, nato 1957 opravil specializacijo in 1974 doktoriral. Strokovno se je izpopolnjeval  v Združenem kraljestvu, na Švedskem in Finskem. Na MF se je zaposlil 1960, leta 1979 je postal izredni, 1984 pa redni profesor. Od 1982 do 1990 je vodil katedro za maksilofacialno in oralno kirurgijo na MF. V raziskovalnem delu pa se je posvetil raziskavam vzrokov za nastanek zajčje ustnice in volčjega žrela (heilognatopalatoshiza). Od leta 1984 do 1988 je bil predsednik Združenja za plastično in maksilofacialno kirurgijo Jugoslavije. Objavil je več strokovnih in znabstvenih razprav in delo Rak v ustni votlini (1987).